# Déficit en cytochrome P 450 oxydoréductase
Le déficit en cytochrome P 450 oxydoréductase est un trouble de la stéroïdogénèse entraînant des manifestations cliniques allant de la simple anomalie biologique au syndrome Antley-Bixler avec décès de l'enfant.
Les personnes ayant un déficit en cytochrome P 450 ont un déficit en cortisol avec des manifestations cliniques mineures ou majeures avec risque de mort. Une ambiguïté génitale est présente avec chez les nouveau-nés masculin petit pénis et ectopie testiculaire et chez les nouveau-nés féminin une atrésie vaginale, des petites lèvres fusionnées, hypertrophie clitoridienne. Les manifestations à la puberté comprennent aménorrhée primaire et dystrophie ovarienne chez les filles, faible masculinisation chez les garçons.
Les manifestations craniales du syndrome Antley-Bixler sont les signes cliniques les plus sévères du déficit en cytochrome P 450 oxydoréductase. La craniosynostose implique les sutures coronales et lambdatiques avec des caractères faciales particuliers. Les autres signes de ce syndrome sont une synostose entre le cubitus et le radius, fracture néo-natale, des os courbes, des contractures et des pieds bots. Des anomalies rénales sont fréquentes. Il existe souvent un retard mental dans le syndrome Antley-Bixler.
Le déficit modéré en cytochrome P 450 entraîne des anomalies squelettiques moins sévères. Notamment la craniosynostose s'améliore avec le traitement chirurgical.

## Description
Les manifestations phénotypiques principales sont des malformations crânio-faciales : élargissement de l'implantation du nez, nez aplati, hypertélorisme orbitale, oreilles décollées.
On observe également une arachnodactylie et une gêne à l'extension de l'avant-bras (arthrogrypose) due à une synostose radio-ulnaire.

## Conseil génétique

### Mode de transmission
- Transmission autosomique récessive

## Sources
- (en) Online Mendelian Inheritance in Man, OMIM (TM). Johns Hopkins University, Baltimore, MD. MIM Number:124015
- (en) Online Mendelian Inheritance in Man, OMIM (TM). Johns Hopkins University, Baltimore, MD. MIM Number:211750
- (en) GeneTests: Medical Genetics Information Resource (database online). Copyright, University of Washington, Seattle. 1993-2005